# Jaroslav Nešetřil
Jaroslav Nešetřil (Brno, 13 de março de 1946) é um matemático tcheco.
Professor na Universidade Carolina, suas áreas de pesquisa incluem combinatória (combinatória estrutural, teoria de Ramsey), teoria dos grafos (coloração de grafos, estrururas esparsas), álgebra (representação de estruturas, categorias, homomorfismo de grafos), conjuntos parcialmente ordenados (diagrama e problemas de dimensão), ciência da computação (complexidade, problema P versus NP).

## Obras
- Hell, Pavol; Nešetřil, Jaroslav (2004). Graphs and Homomorphisms (Oxford Lecture Series in Mathematics and Its Applications). [S.l.]: Oxford University Press. ISBN 0-19-852817-5
- Matoušek, Jiří; Nešetřil, Jaroslav (1998). Invitation to Discrete Mathematics. [S.l.]: Oxford University Press. ISBN 0-19-850207-9
- Matoušek, Jiří; Nešetřil, Jaroslav; Mielke, H. (translator) (2002). Diskrete Mathematik: Eine Entdeckungsreise (em alemão). [S.l.]: Springer. ISBN 3-540-42386-9
- Matoušek, Jiří; Nešetřil, Jaroslav (2006). Introduction aux mathématiques discrètes (em francês). [S.l.]: Springer. ISBN 228720010X
- Nešetřil, Jaroslav; Ossona de Mendez, Patrice (2012). Sparsity - Graphs, Structures, and Algorithms (Algorithms and Combinatorics, Vol. 28). [S.l.]: Springer. ISBN 978-3-642-27874-7
- Nešetřil, Jaroslav; Rödl, Vojtěch (1991). Mathematics of Ramsey Theory (Algorithms and Combinatorics, Vol. 5). [S.l.]: Springer. ISBN 0-387-18191-1